# Skedtjärnet
Skedtjärnet är en sjö i Melleruds kommun i Dalsland och ingår i Göta älvs huvudavrinningsområde. Sjön är 11,4 meter djup, har en yta på 0,101 kvadratkilometer och befinner sig 139 meter över havet.

## Delavrinningsområde
Skedtjärnet ingår i det delavrinningsområde (651229-129588) som SMHI kallar för Inloppet i Örsjön. Medelhöjden är 165 meter över havet och ytan är 52,57 kvadratkilometer. Räknas de 8 avrinningsområdena uppströms in blir den ackumulerade arean 172,45 kvadratkilometer. Krokån (Teåkersälven) som avvattnar avrinningsområdet har biflödesordning 3, vilket innebär att vattnet flödar genom totalt 3 vattendrag innan det når havet efter 161 kilometer. Avrinningsområdet består mestadels av skog (85 procent). Avrinningsområdet har 1,63 kvadratkilometer vattenytor vilket ger det en sjöprocent på 3,1 procent.